# Aptosid
aptosid, anteriormente conocida como sidux, fue una distribución del sistema operativo GNU/Linux basada en la rama "inestable" de Debian, llamada Sid. Consiste en un live-CD (CD-ROM autoarrancable) para las arquitecturas i686 y AMD64 y puede ser instalado en el disco duro mediante un instalador gráfico. Además de la versión completa, que incluye todos los componentes, hay una versión "ligera" con una selección más reducida de paquetes. El entorno de escritorio por defecto de aptosid es KDE.

## Historia
aptosid está mantenida por un pequeño grupo de desarrolladores, incluyendo al antiguo desarrollador de Kanotix, Stefan Lippers-Hollmann (slh). En un principio se gestionaba mediante la Fundación sidux (en inglés, The sidux Foundation, Inc.) localizada en Nevada, Estados Unidos, actualmente la administración y soporte del proyecto corre a cargo de la organización sin fines de lucro sidux e.V. con sede en Berlín, Alemania.
El proyecto sidux apareció el 4 de noviembre de 2006, con el objetivo de suministrar un live-CD instalable de Debian GNU/Linux en su rama inestable también conocida como sid, con la cual es completamente compatible.
Debido a desacuerdos entre sidux e.V. y los desarrolladores de sidux, el desarrollo fue interrumpido el 11 de septiembre de 2010. El nombre del proyecto se cambió a aptosid, lo que se anunció ese mismo día. aptosid efectúa una actualización directa desde sidux; cuando un usuario hace un apt-get dist-upgrade desde sidux, se le pregunta si desea que sus repositorios cambien al nuevo sitio de aptosid y el sistema se actualiza sin problemas.
Debian GNU/Linux sólo proporciona imágenes ISO de su rama stable y testing ya que su rama unstable se caracteriza por un tráfico importante de actualizaciones, cambios de dependencias, modificaciones de bibliotecas que en algunos casos hace casi imposible el mero hecho de crear un live-CD mínimamente funcional y mucho menos instalable.
De ahí que el anuncio original del proyecto empezara con un objetivo ambicioso: "strive to do the impossible: making Debian Sid (aka "Unstable") stable", que en español se podría traducir como "luchar por hacer lo imposible: convertir Debian Sid (también conocido como "inestable") en estable".
En febrero de 2007 sidux fue premiada por DistroWatch recibiendo una donación de US$ 350.
En meses posteriores aparece en varias revistas especializadas como Chip Online en donde se la menciona por su velocidad de actualización y estabilidad, y es ofrecida en DVD por PC Magazine.

## Nombre
El nombre anterior, sidux, hacía referencia a su origen de la rama inestable de Debian, "sid", sobre la cual sidux se basa, la terminación "ux" se suele utilizar de forma tradicional en derivados de Unix. Los nombres de las distintas versiones derivan de la mitología griega y se complementan con el año de lanzamiento y edición.

## Software
Se hace especial hincapié en el desarrollo de sidux en su capacidad de detectar nuevo hardware y en la velocidad del sistema. La distribución es totalmente compatible con la rama inestable "Sid" de Debian de modo que dispone de todos los paquetes de los repositorios de esta.
Los lanzamientos de sidux contienen sólo software libre como ha sido definido por la DFSG. Para ayudar a aprobar el cumplimiento de la licencia GPL, un tarball monolítico proporciona el conteniendo de las fuentes de todos los paquetes de programas usados en el lanzamiento junto a la imagen, en formato ISO, dentro del live-CD.
Además aptosid provee de varias aplicaciones, scripts y meta-paquetes para instalar el software de los repositorios y facilitar la disponibilidad otros paquetes de software no libre; La versión de los live-CD dispone de versiones en inglés y alemán del software, mientras que el DVD contiene el resto de los idiomas soportados.
El acceso al software no libre, como codecs, complementos y firmwares se realiza añadiendo los repositorios contrib y non-free de Debian GNU/Linux y sidux en el archivo /etc/apt/sources.list.
De acuerdo con la naturaleza evolutiva de la rama "inestable" de Debian, las liberaciones de sidux no permiten una actualización desde versiones anteriores de la distribución. Más bien, una vez que sidux está instalado, las actualizaciones incrementales son realizadas mediante la orden "dist-upgrade".

## Soporte
Aptosid provee soporte vía IRC y un foro en inglés y en alemán.

## Lanzamientos
Los lanzamientos eran de cuatro versiones en CD, sin embargo desde la versión 2007-04.5 comenzaron a lanzarse un DVD completo y dos CD.
A partir de febrero de 2008 también está disponible un variante con XFCE de ~420 MB.
Sidux ha sido renombrado a aptosid en septiembre de 2010
| Lanzamiento   | Nombre                         | Fecha      |
| ------------- | ------------------------------ | ---------- |
| 2007-01       | chaos "Χάος"                   | 22/02/2007 |
| 2007-02       | tártaros "Τάρταρος"            | 28/05/2007 |
| 2007-03       | gaia "Γαια"                    | 14/08/2007 |
| 2007-04       | eros "Ερως"                    | 21/11/2007 |
| 2007-04.5     | eros "Ερως" (Especial-Navidad) | 26/12/2007 |
| 2007-04.5 DVD | eros "Ερως" (DVD)              | 30/12/2007 |
| 2008-01       | nyx "Νυξ"                      | 12/04/2008 |
| 2008-02       | erebos "Ερεβος"                | 25/06/2008 |
| 2008-03       | ourea "Ωυρεα"                  | 22/09/2008 |
| 2008-04       | pontos "Ποντος"                | 23/12/2008 |
| 2008-04 DVD   | pontos "Ποντος"                | 31/12/2008 |
| 2009-01       | ouranos "Οὐρανος"              | 14/02/2009 |
| 2009-02       | aithēr "Άιθηρ"                 | 15/07/2009 |
| 2009-03       | momos "Μώμος"                  | 11/11/2009 |
| 2009-04       | moros "Μόρος"                  | 31/12/2009 |
| 2010-01       | hypnos "Ύπνος"                 | 13/06/2010 |
| 2010-02       | keres "Κῆρες"                  | 14/09/2010 |
| 2010-03       | apate "Ἀπάτη"                  | 26/12/2010 |
| 2011-01       | geras "Γῆρας"                  | 06/02/2011 |
| 2011-02       | imera "Ἡμέρα"                  | 13/07/2011 |
| 2011-03       | ponos "Πόνος"                  | 31/12/2011 |
| 2012-01       | thanatos "Θάνατος"             | 01/12/2012 |
| 2013-01       | hesperides "Ἑσπερίδες"         | 05/05/2013 |

## Derivados
Al igual que en muchas distribuciones de Linux, hay variantes derivadas de aptosid. Algunas de estas son traducciones a otras lenguas, tal como el caso de celtux, una variante en irlandés gaélico o Deb-on-Air en francés. También está corpix, una mini-distribución para memorias USB, lxde-sid-lite para su uso en notebooks como la Eee PC o una computadora con pocos recursos que utiliza el entorno de escritorio LXDE.
Otro derivado es Seminarix cuya versión 1.0 estuvo basada en Kubuntu pero que por razones de rendimiento a partir de sidux-2008.1-seminarix comenzó a basarse en sidux. Esta distribución ha sido desarrollada por el Studienseminar de Neuss orientada a profesores de enseñanza secundaria y a su uso en la educación.